# خلي بكره لبكره (ألبوم)
خلي بكره لبكره هو ألبوم غنائي للمطربة المصرية أنغام، والألبوم من إنتاج وتوزيع شركة فنون الجزيرة، تم إنتاج الالبوم عام 1996.

## الاغاني
الألبوم مكون من 8 أغاني.
1. حريه قرار ، كلمات : هتان . الحان :  طلال مداح
2. خلي بكره لبكره ، كلمات : تركي . الحان : طارق محمد
3. حلفتكم بالله ، كلمات : تركي . الحان : طارق محمد
4. ماحد فاضي ، كلمات : تركي . الحان : طارق محمد
5. غريب ، كلمات : تركي . الحان : خالد الشيخ
6. هيبة ، كلمات : تركي . الحان : طارق محمد
7. عيدنا مبارك ، كلمات : تركي . الحان : طارق محمد
8. ليه أحبك ، كلمات : المهتني . الحان : طلال مداح

## روابط خارجية
- معلومات عن الألبوم على موقع في الفن